# Kissel
Pour les articles homonymes, voir Kissel (homonymie).

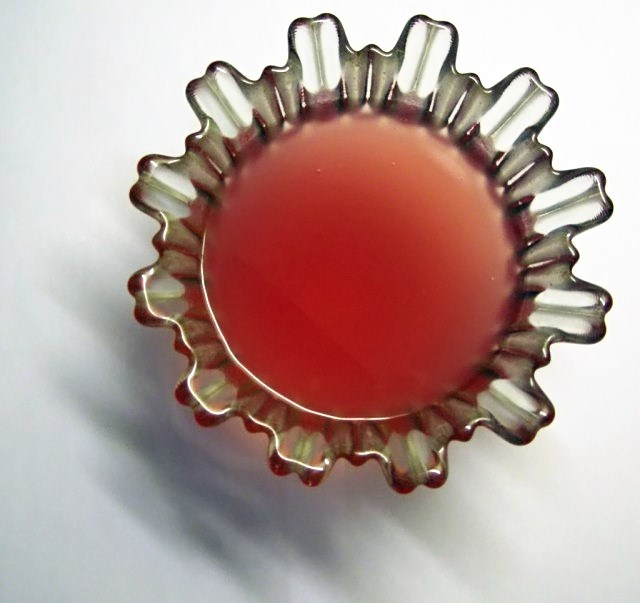
Kissel de groseilles rouges.

Le kissel (en russe : кисель — on prononce kissiél’ en polonais : kisiel) est une soupe sucrée aux fruits qui constitue un dessert traditionnel en Europe orientale et septentrionale. Il est confectionné à partir de jus de fruits sucré, épaissi avec de la fécule ou de l'amidon ; on y ajoute parfois du vin rouge ou des fruits secs. Le kissel est proche du rødgrød danois ou de la rote Grütze allemande.
Le kissel se sert chaud ou froid, parfois avec du fromage blanc ou de la bouillie de semoule, ou encore sur des crêpes ou avec de la crème glacée. Lorsqu'il contient peu d'épaississant, il peut être bu, ce qui est fréquent en Russie. La blåbärssoppa suédoise est un kissel de myrtilles qui se prépare et se consomme de manière similaire, mais à partir de myrtilles fraîches ou surgelées, et non séchées.

## Étymologie et légende

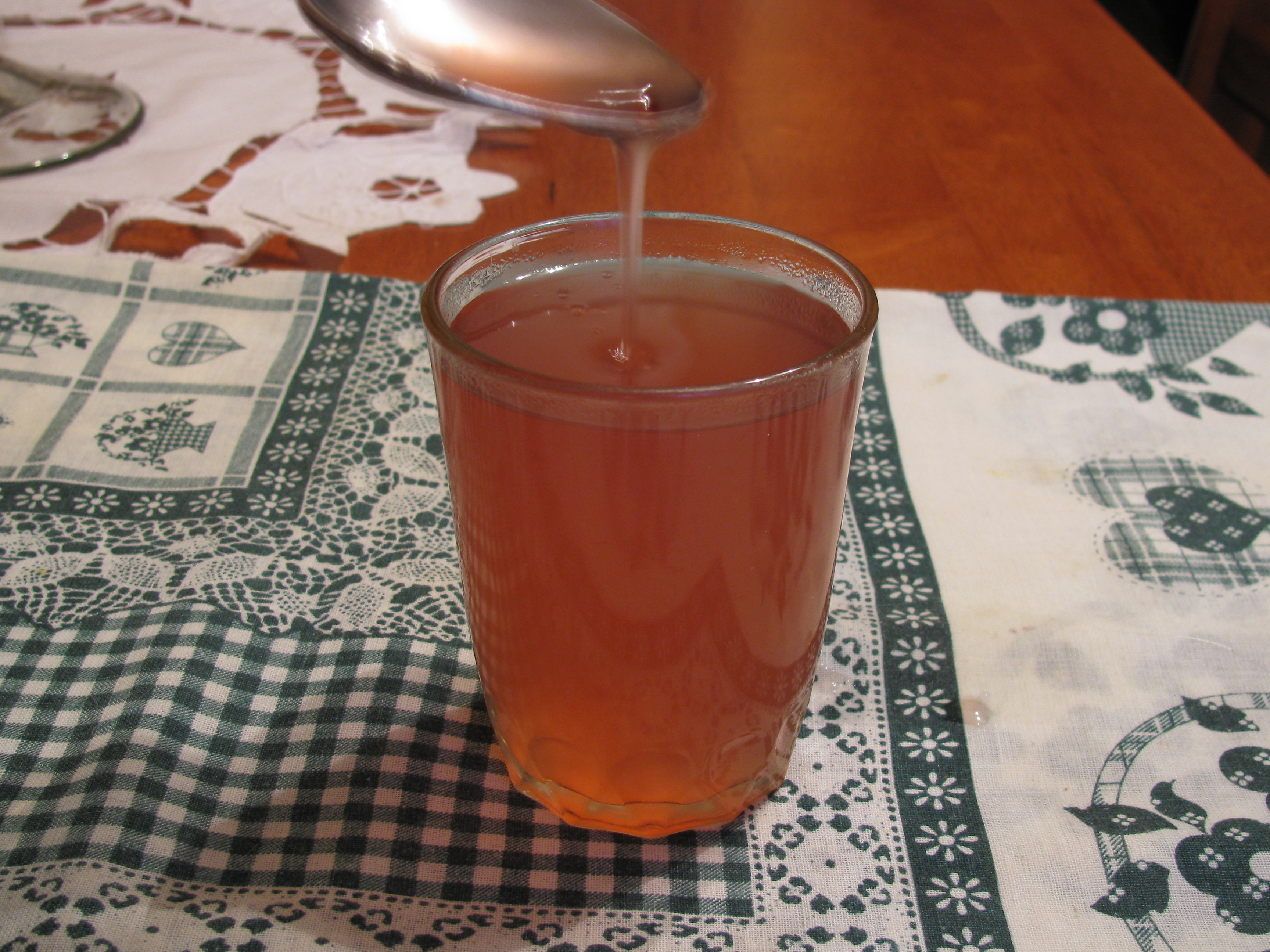
Kissel de cassis.

Le terme kissel dérive d'un mot slave qui signifie « aigre, acide » (en russe : кислый, kisly), car on utilise de préférence des fruits acides. La première mention connue de ce type de dessert se trouve dans la Chronique des temps passés, dans laquelle une anecdote raconte comment le kissel sauva une ville assiégée par les Pétchénègues en 997 : lorsque la famine fit son apparition dans la ville, ses habitants, sur le conseil d'un vieil homme, fabriquèrent du kissel avec les restants de grain et une boisson sucrée à partir du dernier hydromel qu'ils purent trouver. Ils remplirent alors un récipient de kissel, un autre d'hydromel et placèrent ces récipients dans des trous dans le sol. Ils édifièrent deux faux puits au-dessus. Lorsque les émissaires pétchénègues arrivèrent dans la ville, ils virent les Russes tirer leur alimentation de ces « puits » et furent même autorisés à goûter le kissel et la boisson. Impressionnés par cette démonstration et cette dégustation, les Pétchénègues décidèrent de lever le siège, ayant conclu que les Russes se nourrissaient mystérieusement de la terre elle-même.

## Préparation

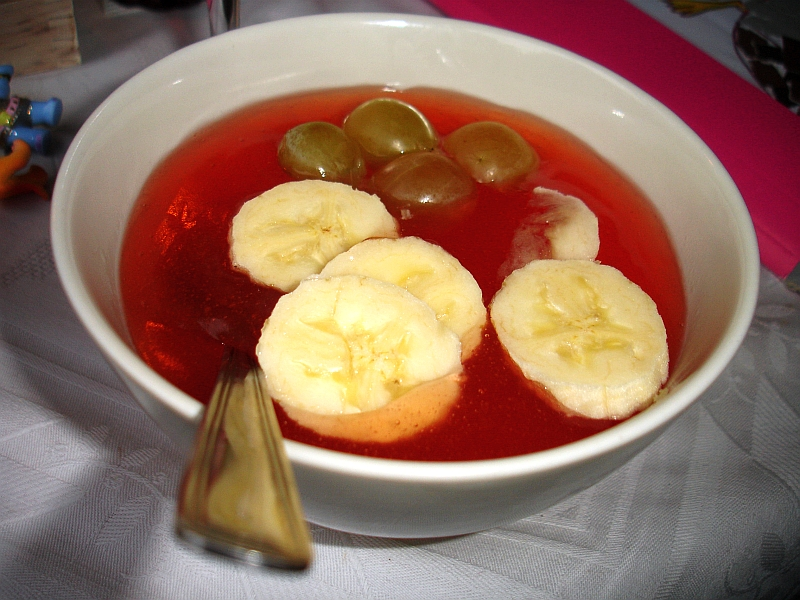
Kissel commercial polonais.

Le kissel se confectionne en incorporant d'abord la fécule ou l'amidon dans de l'eau contenant des fruits en morceaux, puis en faisant bouillir le mélange.

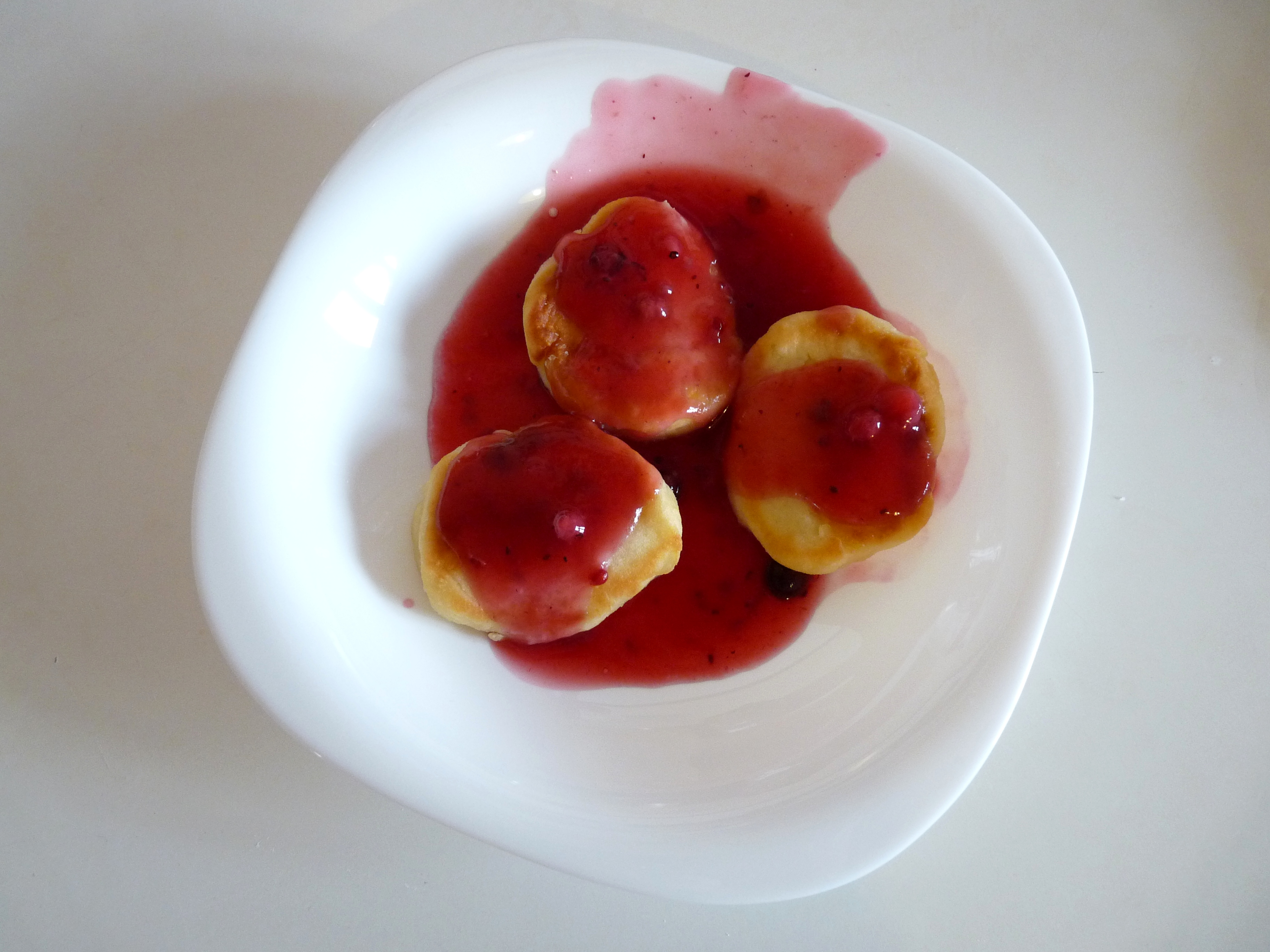
Syrniki russes (sorte de blinis au fromage blanc) accompagnés de kissel.

Depuis peu, on peut trouver sur le marché du kissel instantané. En Pologne par exemple, le kissel préparé à domicile est de plus en plus à base de mélange tout prêt. Les arômes les plus appréciés sont la fraise, la groseille à maquereau et la framboise. En Russie, on apprécie le kissel à la canneberge, à la cerise, à la groseille rouge. En Lituanie, le kissel à la canneberge (kisielius en lituanien) constitue aussi un mets traditionnel du réveillon de Noël.
En Finlande, le kissel (kiisseli en finnois) est souvent à base de myrtilles, qu'on trouve en abondance dans le pays, mais aussi de prunes, d'abricots, de fraises, etc. La consistance dépend de la proportion d'amidon utilisé. La soupe de myrtilles liquide est plutôt consommée comme boisson ; plus épaisse, elle ressemble à de la gelée et on la consomme à la cuillère. On peut utiliser aussi de la rhubarbe comme ingrédient, mais on la mélange généralement avec des fraises pour rendre la préparation moins acide.

## Proverbes et dictons russes à propos dukissel
De nombreux proverbes et dictons russes font référence au kissel.
- « Le kissel ne te gâtera pas la panse. » (Киселем брюха не испортишь)
- « Là où il y a du kissel, je m'assieds, là où il y a un pirog, je m'allonge. » (Где кисель, тут и сел, где пирог, тут и лег)
- « Parcourir sept verstes pour manger du kissel. » (За семь вёрст киселя хлебать)
- « La souris n'est pas gaie, elle a mangé trop de kissel. » (Мышь не весела, объелась киселя)
- « Le kissel n'abîme pas les dents. » (Кисель зубов не портит)
- « La pâte est la même, mais le kissel est différent. » (Та же опара, да кисель другой)
- « Un type aussi naïf que le kissel est épais. » (Мужик простой, что кисель густой)
- « Un Tatar vit en rêve du kissel, mais il n'y avait pas de cuiller ; il se coucha alors avec une cuiller, mais il n'y avait plus de kissel. » (Видел татарин во сне кисель, так не было ложки, лег спать с ложкой — не видал киселя)
- « La rivière de lait (ou de miel) aux berges de kissel. » (Молочная [медовая] река, кисельные берега) est un thème récurrent des contes traditionnels russes[2].